# 日本平パーキングエリア

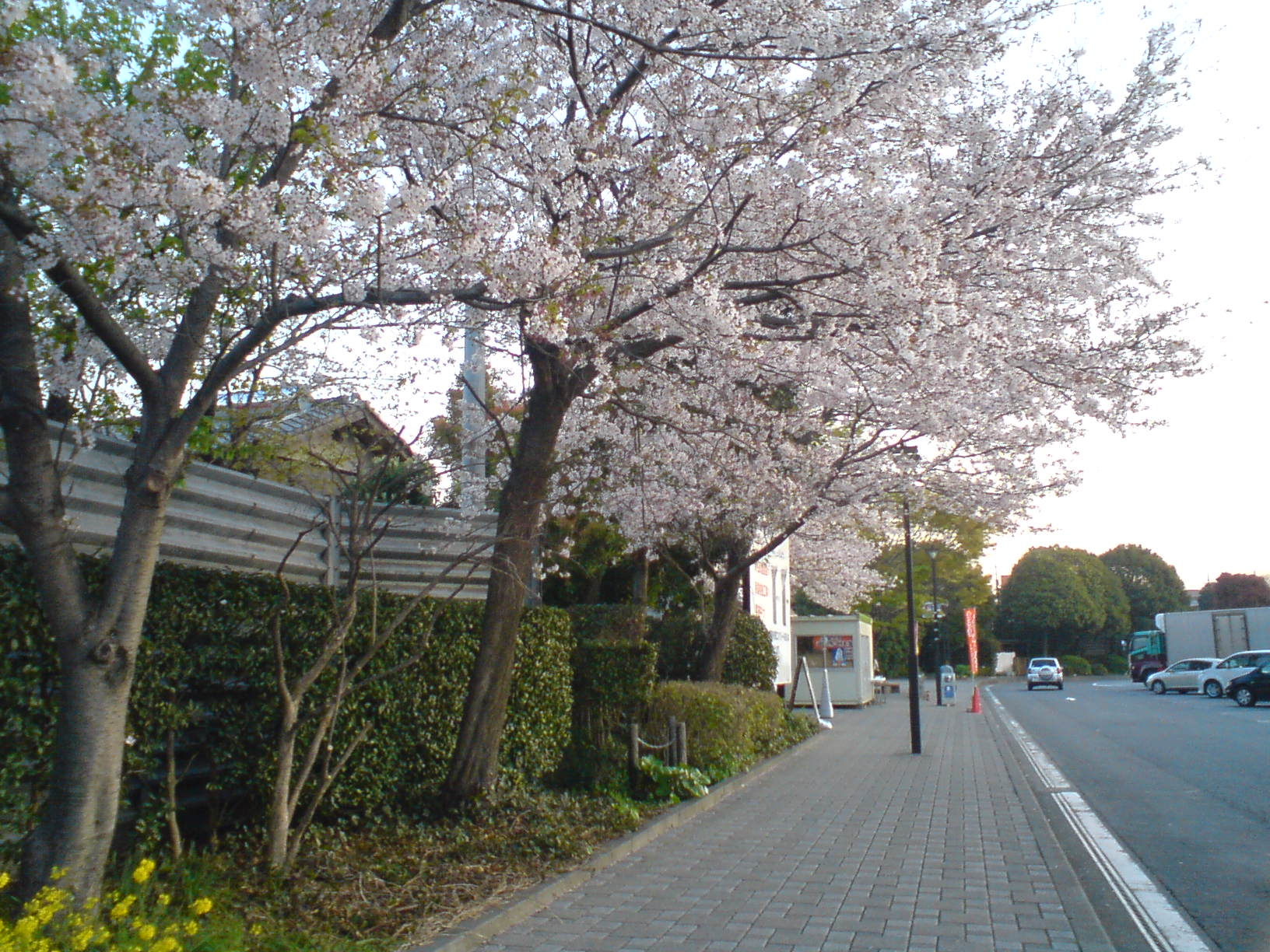
日本平PA（上り）の桜

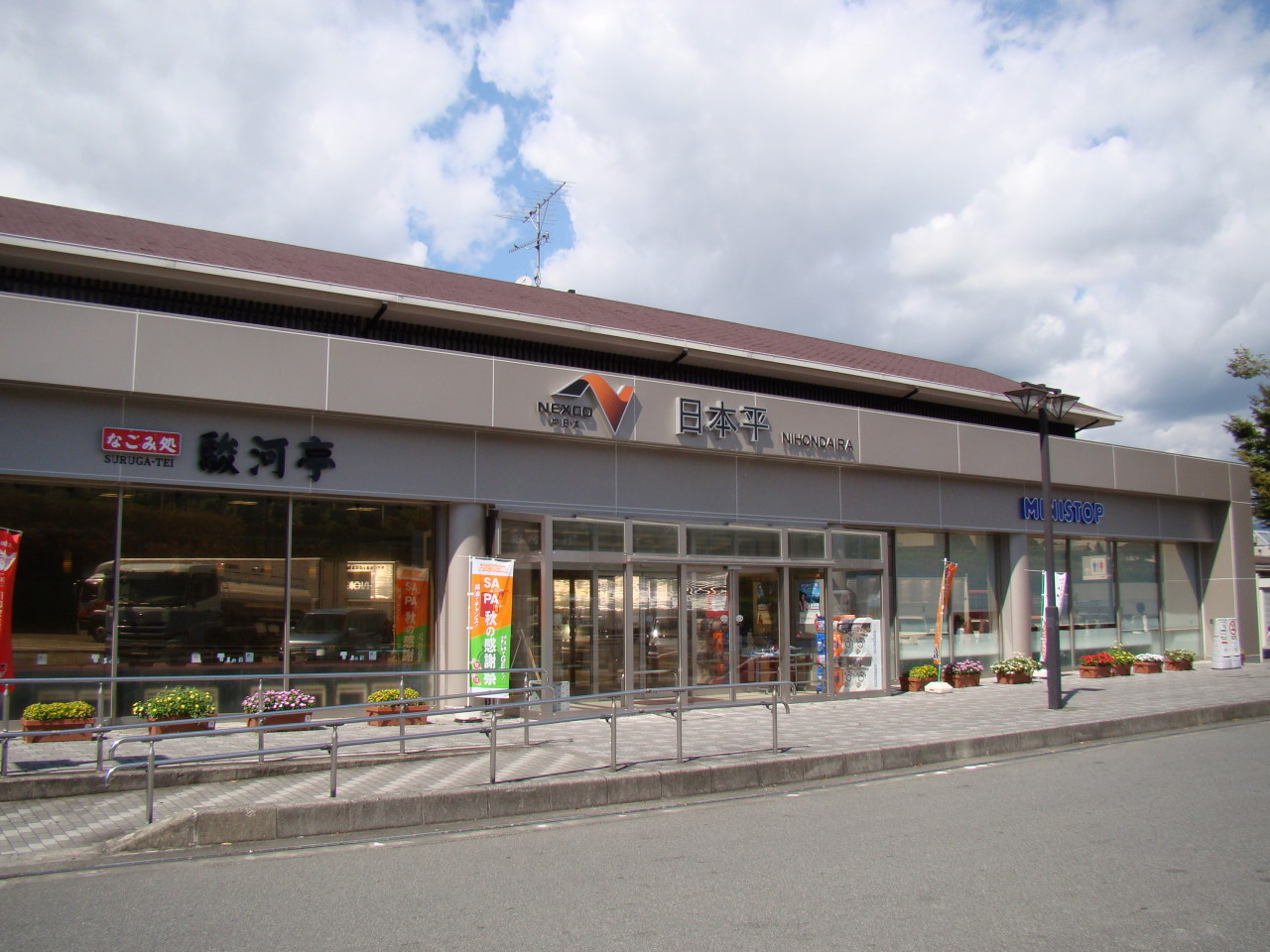
下り線側施設

日本平パーキングエリア（にほんだいらパーキングエリア）は、静岡県静岡市駿河区の東名高速道路上に所在するパーキングエリア（PA）。ガソリンスタンドなどはないものの、サービスエリア（SA）並みの施設が整備されている。高速バスの日本平バスストップ（BS）を併設している。付近には茶園が広がり、日本平・久能山東照宮・登呂遺跡といった名所旧跡がある。

## 道路
- E1 東名高速道路

## 施設
当PAは日本で初めて高速道路のトイレを近代化した。

### 上り線（東京方面）
- 駐車場
  - 大型 37台
  - 小型 108台
  - 兼用 18台
- トイレ
  - 男性 大13（和式3・洋式10）・小18
  - 女性 36（和式9・洋式27）
    - 同伴の男児用 1

  - 車椅子用 2
- スナック「日本平食堂」（7:00 - 22:00）
- ショッピング（7:00 - 22:00）
- 自動販売機
- バス停留所（東名日本平）
- chocoZAP（24時間）[1][2]

### 下り線（名古屋方面）
- 駐車場
  - 大型 24台
  - 小型 114台
  - 兼用 32台
  - 身障者用 3台
- トイレ
  - 男性 大10（和式2・洋式8）・小19
  - 女性 35（和式10・洋式25）
    - 同伴の男児用 1

  - 車椅子用 2
- コンビニエンスストア[3]
  - ミニストップ（24時間）
- フードコート[3]
  - 松屋（24時間）
- 自動販売機
- 郵便ポスト（静岡南郵便局）
- バス停留所（東名日本平）

## 日本平バスストップ

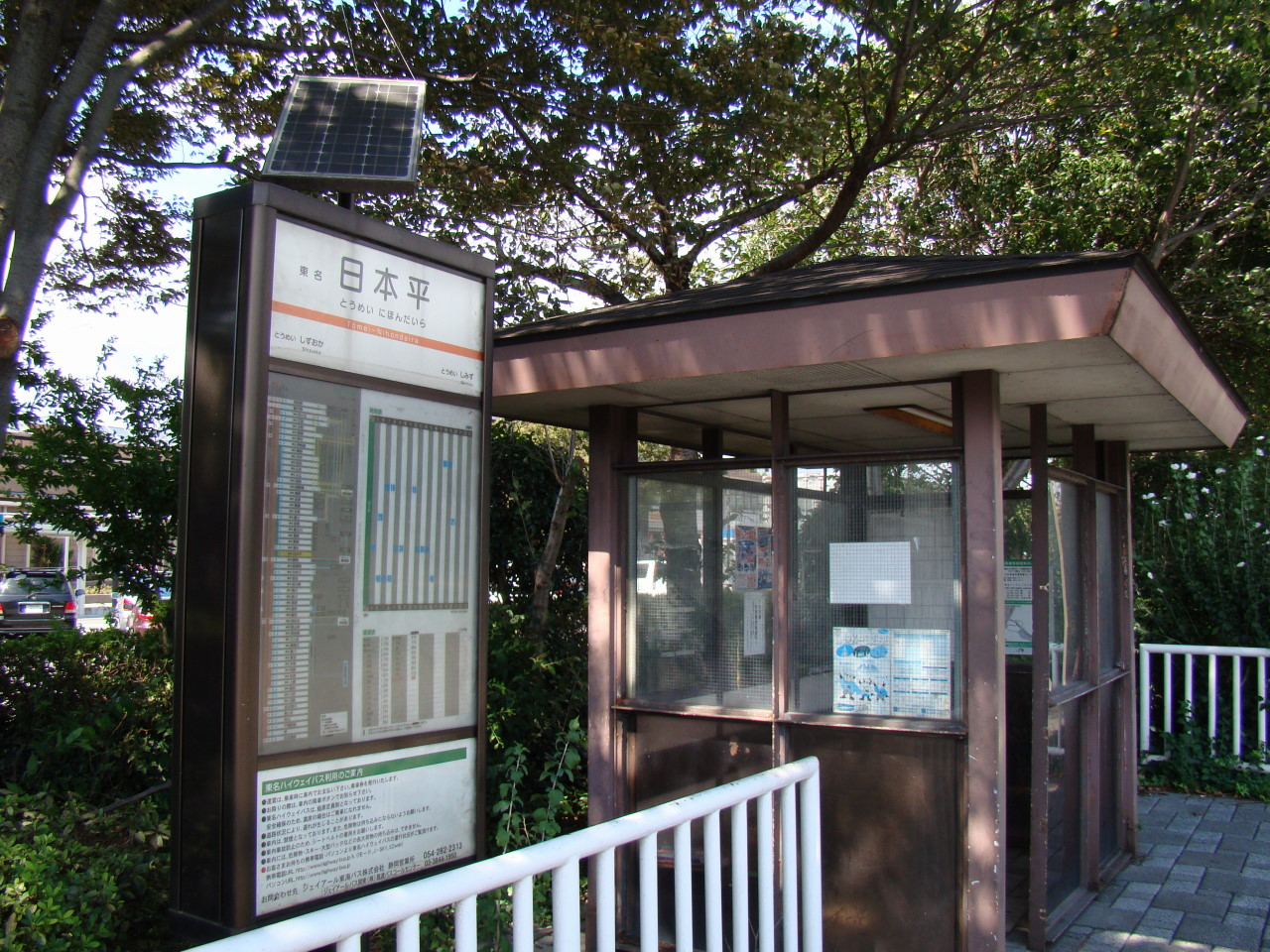
日本平バスストップ上り線

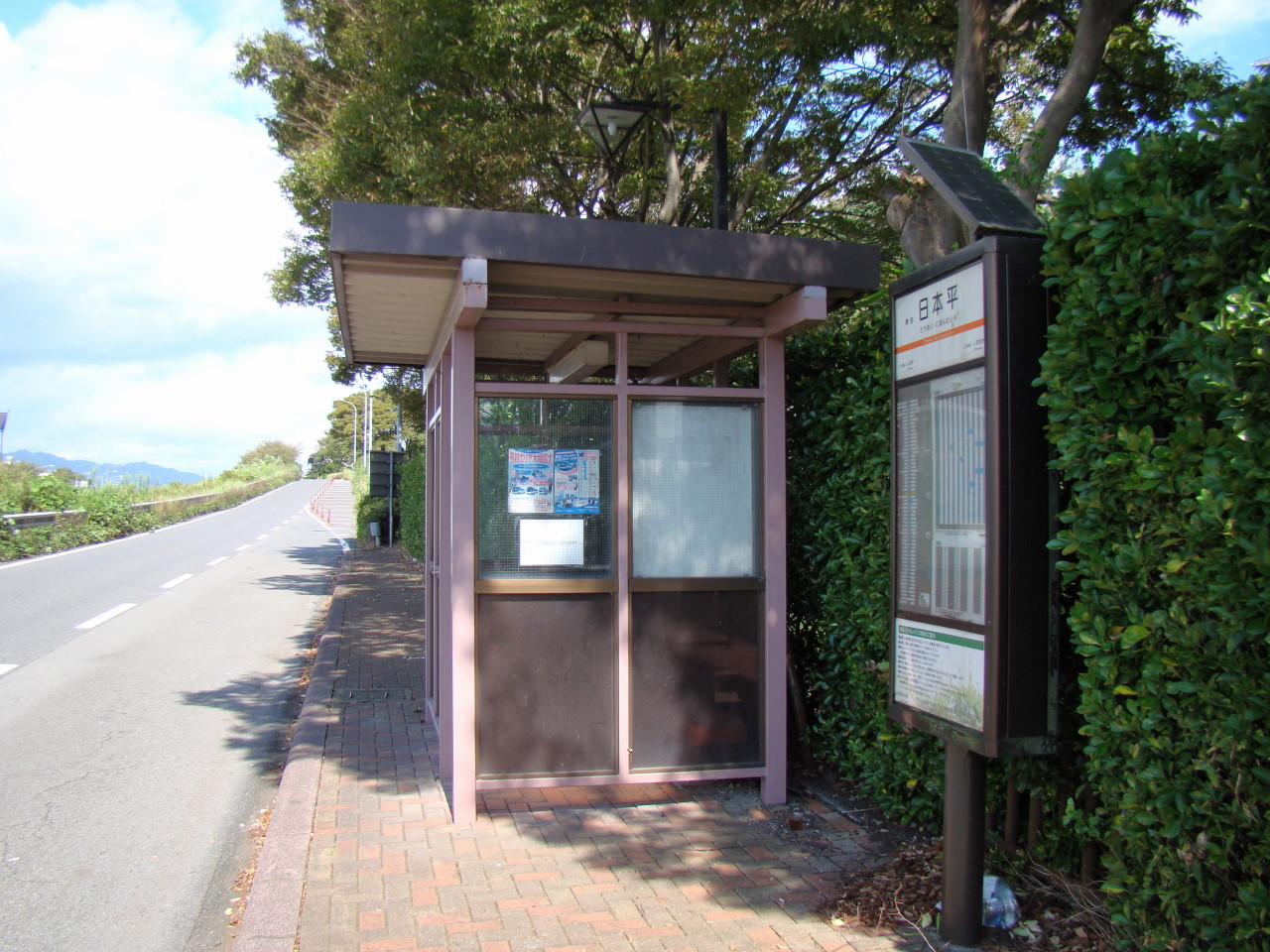
日本平バスストップ下り線

日本平PAに併設されたバス停留所である。旅客案内上、東名日本平（とうめいにほんだいら）とも呼ばれる。
東名ハイウェイバスの急行便が停車する。かつては途中下車指定バス停だった。

### 歴史
- 1969年6月10日 - 開設。

### 停車する路線
- 東名ハイウェイバス（東京 - 御殿場 - 静岡）（JRバス関東、JR東海バス）

### 隣接のバス停
静岡BS - 日本平BS - 清水BS

### バス停周辺
- 名所旧跡
  - 日本平動物園
  - 日本平
  - 登呂遺跡
  - 久能山東照宮
- 静岡英和学院大学
- 静岡大学
- 静岡県立大学

### 乗り換え
- しずてつジャストライン 動物園入口バス停（静岡 - 日本平線、動物園線）

### 距離
- 東京駅から171.7 km

## 隣
E1 東名高速道路
(10) 清水IC - 日本平PA - (10-1) 日本平久能山SIC - (11) 静岡IC